# NGC 1523
NGC 1523 est un groupe de quatre étoiles situées dans la constellation de la Dorade. L'astronome britannique John Herschel a enregistré la position de ces quatre étoiles le 6 décembre 1834.